# Крестовка (Курганская область)
Крестовка — село в Далматовском районе Курганской области. Административный центр Крестовского сельсовета.

## История
До 1917 года входило в состав Крестовской волости Камышловского уезда Пермской губернии. По данным на 1926 год село Крестовское состояло из 448 хозяйств. В административном отношении являлось центром Крестовского сельсовета Далматовского района Шадринского округа Уральской области.

## Население
| 1989 | 2002 | 2010 |
| ---- | ---- | ---- |
| 363  | ↘274 | ↘166 |

По данным переписи 1926 года в селе проживало 1956 человек (942 мужчины и 1014 женщин), в том числе: русские составляли 99 % населения.